# Straight Between the Eyes
Straight Between the Eyes è il sesto album in studio dei Rainbow.

## Tracce
1. Death Alley Driver – 4:45 –  (Ritchie Blackmore, Joe Lynn Turner)
2. Stone Cold – 5:19 –  (Ritchie Blackmore, Joe Lynn Turner, Roger Glover)
3. Bring on the Night (Dream Chaser) – 4:08 –  (Ritchie Blackmore, Joe Lynn Turner, Roger Glover)
4. Tite Squeeze – 3:16 –  (Ritchie Blackmore, Joe Lynn Turner, Roger Glover)
5. Tearin' Out My Heart – 4:06 –  (Ritchie Blackmore, Joe Lynn Turner, Roger Glover)
6. Power – 4:27 –  (Ritchie Blackmore, Joe Lynn Turner, Roger Glover)
7. MISS Mistreated – 4:30 –  (Ritchie Blackmore, Joe Lynn Turner, David Rosenthal)
8. Rock Fever – 3:52 –  (Ritchie Blackmore, Joe Lynn Turner)
9. Eyes of Fire – 6:36 –  (Ritchie Blackmore, Joe Lynn Turner, Bobby Rondinelli)

## Formazione
- Joe Lynn Turner - voce
- Ritchie Blackmore - chitarra
- David Rosenthal - tastiere
- Roger Glover - basso
- Bobby Rondinelli - batteria